# Унианга
Унианга — группа озёр в северо-восточном Чаде, на территории пустыни Сахара. Частично расположены в западной части горного хребта Тибести и восточной части региона Эннеди. В 2012 году озёра были включены в Список Всемирного наследия ЮНЕСКО.
Названия групп озёр происходят от названия окрестных деревень: Унианга-Кебир означает «большая Унианга», Унианга-Серир — «маленькая Унианга».
Озёра различаются размером, глубиной, химическим составом и цветом воды. Всего существует 18 озёр общей площадью около 20 км², которые учёные делят на 3 условных группы: группа Унианга-Кебир (озёра Йоа, Катам, Ома (Ума), Бевер, Миджи, Фородом), группа Унианга-Серир, расположенная в 45-60 км к юго-востоку от Унианга-Кебир (Мелекуй, Дирке, Арджоу, Тели, Обром, Элиме, Хого, Джиара, Ахойта, Далеала, Букку), и озеро Мотро в 30 км к юго-востоку от Унианга-Кебир.

## География
Озёра предположительно считаются остатками гораздо более крупного по размерам озера, существовавшего во «влажную» эпоху Сахары, которая началась приблизительно 15000 лет назад, а закончилась приблизительно 5500 лет назад. Ныне среднегодовое количество осадков в этом регионе не превышает 2 мм в год. Источниками озёр являются подземные воды водоносного горизонта, расположенные у подножия песчаникового плато, находящегося в 50-80 км к северу от озёр.
Самым крупным из всех озёр является Йоа — его площадь составляет 3,5 км², глубина — 20-27 м; оно расположено на высоте 378 м над уровнем моря. В этом озере обитают некоторые виды водорослей и микроорганизмов, в соседних озёрах обитают два вида цианобактерий — Spirulina platensis и Arthrospira platensis. Озеро Катам расположено в 3 км к юго-востоку от Йоа; по причине обитания в нём различных водорослей воды западной части этого озера имеют синий цвет, а воды восточной — ярко-зелёный.
Почти половина поверхности озёр группы Унианга-Серир покрыта различными водными растениями, в основном тростником, значительно уменьшающими скорость испарения воды и, соответственно, её солёность. Самым большим озером в этой группе является Тели, расположенное на высоте 360 м над уровнем моря: его площадь составляет 4,3 км², глубина — около 10 м. Уникальность озера Тели заключается в том, что его питает вода из соседних озёр и подземных вод через песчаные дюны, которыми оно окружено.
Озёра являются уникальной для пустынь Земли гидрологической системой, поскольку вода в них остаётся пресной, поступая в озёра из подземного водоносного горизонта; растущий в озёрах в больших количествах тростник, упоминавшийся ранее, также замедляет скорость испарения воды. Наносимый ветром песок отделяет десять озёр от остальных восьми, в том числе озеро Тели, расположенное на более низком уровне, нежели окружающие его. Тростник на водах Тели отсутствует, в связи с чем это озеро является солёным, а скорость испарения воды в нём — высокой. Вода из соседних озёр течёт через окружающие его дюны в Тели, сохраняя воды самих этих озёр пресными.

## История
Предполагается, что данный регион лежал на пути миграции человечества в конце последнего ледникового периода около 11000 лет назад. Регион вновь стал пустынным примерно 5000 лет назад, после отступления муссонов. Исследования, проводившиеся на дне озера Йоа с помощью колонкового бурения, показали на протяжении 16 метров 10940 различных слоёв до уровня ледникового периода, причём каждый слой соответствовал одному году.

## Фауна
В районе озёр обитает некоторое количество видов млекопитающих: лисы, гиены, фенеки, капские зайцы, газели. Также имеется несколько видов морских птиц, в том числе мраморный чирок, и некоторое количество воробьинообразных. В водах озёр обитает ряд видов рыб, земноводных и пресмыкающихся.

## Население
Деревни расположены около каждой из групп озёр. В Кебире, недалеко от Йоа, проживает около 9000 человек, в Серире, недалеко от Тели, — 1000 человек. Основные занятия населения — выращивание овощей и фруктов, в особенности фиников. Территория имеет статус охраняемой с 2008 года, поэтому количество местного населения небольшое, как и число посещающих этот регион туристов.